# Joe Temperley
Pour les articles homonymes, voir Temperley.
Joseph Temperley dit Joe Temperley, né le 20 septembre 1929 à Cowdenbeath (Écosse) et mort le 11 mai 2016 à New York, est un saxophoniste et clarinettiste de jazz britannique, spécialiste des saxophones baryton et soprano et de la clarinette basse.

## Carrière
Né à Cowdenbeath dans la région de Fife, Temperley grandit dans la commune voisine, Lochgelly. Il joue d'abord du cornet dès l'âge de 12 ans, puis du saxophone à partir de 14 ans.
Après avoir joué dans des orchestres de bal, il commence sa carrière professionnelle au Royaume-Uni dans l'orchestre d'Humphrey Lyttelton, de 1958 à 1965.
En 1965, il part à New York où il travaille notamment avec Woody Herman, Buddy Rich, Joe Henderson, Duke Pearson, le Jazz Composer's Orchestra, le Thad Jones/Mel Lewis Orchestra, Clark Terry ou encore Gerry Mulligan.
En octobre 1974, il remplace Harry Carney au sein du Duke Ellington Orchestra.
Dans les années 1980, il joue dans la revue Sophisticated Ladies et on le retrouve sur les bandes originales de Cotton Club,  Quand Harry rencontre Sally, et Tante Julia et le scribouillard, dont la musique est composée par Wynton Marsalis.
Il est membre du Jazz at Lincoln Center Orchestra durant de nombreuses années, et enseigne le jazz à la Juilliard School.
Il meurt à New York le 11 mai 2016 à l'âge de 86 ans.

## Discographie sélective
- Saxploitation, avec Kathy Stobart (1976)
- Just Friends, avec Jimmy Knepper (1979)
- Nightingale, avec Brian Lemon (1991)
- Sunbeam and Thundercloud, avec Dave McKenna (1996)
- With Every Breath (1998)
- Double Duke (1999)
- Portraits (2006)
- Cocktails for two (2007)